# Băiatul din Oz
Băiatul din Oz este un musical bazat pe viața cântărețului/compozitorului Peter Allen și conținând cântece scrise de el. Scenariul este scris de Martin Sherman, după o carte originală de Nick Enright. Producția a avut premiera la Teatrul Majestății Sale, Sydney, Australia, în 5 martie 1998 și a făcut turneu în Brisbane, Melbourne, Adelaide și Perth, având peste 1.2 milioane de spectatori. A avut 766 de spectacole în doi ani. Producția a avut ca protagonist pe Todd McKenney în rolul lui Peter Allen.

## Producții de mai târziu

### Broadway
Băiatul din Oz a fost primul musical australian care a ajuns pe Broadway. A început cu spectacole la Teatrul Imperial în 16 septembrie 2003, a avut premierea în 16 octombrie 2003 și ultimul spectacol în 12 septembrie 2004, când a luat sfârșit contractul lui Hugh Jackman. Spectacolul a avut 32 de avanpremiere și 365 de spectacole. Regizat de Philip William McKinley, coreografiat de Joey McKneely, avea ca protagonist pe Jackman în rolul lui Peter Allen, Isabel Keating ca Judy Garland, Stephanie J. Block ca Liza Minnelli, Beth Fowler ca Marion Woolnough, Jarrod Emick ca Greg Connell, și John Hill (actor) ca Mark Herron (soțul lui Judy).  Jackman a câștigat în 2004 Tony Award pentru cel mai bun protagonist într-un musical și Drama Desk Award pentru actor remarcabil într-un musical, iar Keating a câștigat premiul Drama Desk Award pentru actriță remarcabilă într-un musical. Spectacolul a primit și nominalizuări pentru alte patru Tony Awards, inclusiv cel mai bun musical.